# Ніклас Бергфорс
Ніклас Бергфорс (швед. Niclas Bergfors; 7 березня 1987, м. Седертельє, Швеція) — шведський хокеїст, правий/лівий нападник. Виступає за «Амур» (Хабаровськ) у Континентальній хокейній лізі.
Вихованець хокейної школи ХК «Седертельє». Виступав за ХК «Седертельє», «Олбані Рівер-Ретс» (АХЛ), «Ловелл Девілс» (АХЛ), «Нью-Джерсі Девілс», «Атланта Трешерс», «Флорида Пантерс», «Нашвілл Предаторс», «Ак Барс» (Казань), «Сєвєрсталь» (Череповець), «Адмірал» (Владивосток).
В чемпіонатах НХЛ — 173 матчі (35+48), у турнірах Кубка Стенлі — 6 матчів (1+3). В чемпіонатах Швеції — 25 матчів (1+0).
У складі національної збірної Швеції учасник EHT 2012. У складі молодіжної збірної Швеції учасник чемпіонатів світу 2005, 2006 і 2007. У складі юніорської збірної Швеції учасник чемпіонатів світу 2004 і 2005.
Досягнення
- Бронзовий призер юніорського чемпіонату світу (2005).